# 진짜 사나이의 출연자 목록
- 일요일 예능 일밤〈진짜 사나이〉의 출연자 목록이다.

## 상남자 특집 출연자
상남자 특집 출연자들은 9월 27일 육군 28사단 신병교육대에 입대하였다.
- 심형탁 (2016년 9월 27일 ~ 2016년 11월 27일)
- 이시언 (2016년 9월 27일 ~ 2016년 11월 27일)
- 성혁 (2016년 9월 27일 ~ 2016년 11월 27일)
- 조타 (2016년 9월 27일 ~ 2016년 11월 27일)
- 윤형빈 (2016년 9월 27일 ~ 2016년 11월 27일)
- 김보성 (2016년 9월 27일 ~ 2016년 11월 27일)
- 허경환[1] (2015년 9월 21일 ~ 2016년 11월 27일)
- 슬리피[2] (2015년 2월 10일 ~ 2016년 11월 27일)

## 해군부사관 특집 출연자
해군부사관 특집은 남녀 동반입대편으로 출연자들은 7월 25일 해군교육사령부에 입대하였다.
- 박찬호[3] (2016년 7월 25일 ~ 2016년 10월 16일)
- 김정태 (2016년 7월 25일 ~ 2016년 10월 16일)
- 이태성 (2016년 7월 25일 ~ 2016년 10월 16일)
- 양상국 (2016년 7월 25일 ~ 2016년 10월 16일)
- 박재정 (2016년 7월 25일 ~ 2016년 10월 16일)
- 줄리안 (2016년 7월 25일 ~ 2016년 10월 16일)
- 서인영 (2016년 7월 25일 ~ 2016년 10월 16일)
- 이시영 (2016년 7월 25일 ~ 2016년 10월 16일)
- 솔비 (2016년 7월 25일 ~ 2016년 10월 16일)
- 서지수 (2016년 7월 25일 ~ 2016년 10월 16일)

## 개그맨 유격특집 출연자
개그맨 유격특집 출연자들은 6월 20일 9사단 백마부대에 입대 하였다.
- 김영철[4] (2015년 2월 10일 ~ 2016년 8월 14일)
- 허경환 (2015년 9월 21일 ~ 2016년 8월 14일)
- 윤정수[5] (2015년 9월 21일 ~ 2016년 8월 14일)
- 문세윤 (2016년 6월 20일 ~ 2016년 8월 14일)
- 양세찬 (2016년 6월 20일 ~ 2016년 8월 14일)
- 이진호 (2016년 6월 20일 ~ 2016년 8월 14일)
- 황제성 (2016년 6월 20일 ~ 2016년 8월 14일)
- 김기리 (2016년 6월 20일 ~ 2016년 8월 14일)

## 동반입대 특집 출연자
동반입대 특집 출연자들은 5월 2일 6사단 청성부대 신병교육대에 입소하여 기초 군사훈련을 받은 후 기갑부대로 자대배치를 하게 된다.
- 박찬호 (2016년 5월 2일 ~ 2016년 7월 10일)
- 조재윤 (2016년 5월 2일 ~ 2016년 7월 10일)
- 류승수 (2016년 5월 2일 ~ 2016년 7월 10일)
- 우지원 (2016년 5월 2일 ~ 2016년 7월 10일)
- 잭슨 (2016년 5월 2일 ~ 2016년 7월 10일)
- 뱀뱀 (2016년 5월 2일 ~ 2016년 7월 10일)
- 이상호 (2016년 5월 2일 ~ 2016년 7월 10일)
- 이상민 (2016년 5월 2일 ~ 2016년 7월 10일)

## 중년특집 출연자
중년특집 참가자 7명은 2월 2일 9사단 백마부대 신병교육대에 입대하였다. 

원래 군 급식 요리대회 종영후 2월 21일부터 방송될 예정이었으나 계획이 변경되어 여군특집 4기를 먼저 방송한후 4월 10일 첫방송 되었다.
- 조민기 (2016년 2월 2일 ~ 2016년 5월 15일)
- 이동준 (2016년 2월 2일 ~ 2016년 5월 15일)
- 김민교 (2016년 2월 2일 ~ 2016년 5월 15일)
- 배수빈 (2016년 2월 2일 ~ 2016년 5월 15일)
- 미노 (2016년 2월 2일 ~ 2016년 5월 15일)
- 석주일 (2016년 2월 2일 ~ 2016년 5월 15일)
- 윤정수 (2016년 2월 2일 ~ 2016년 5월 15일)

## 여군특집 4기 출연자
여군특집 4기 멤버는 2월 16일 국군의무학교에 입대하였다.
- 차오루 (2016년 2월 16일 ~ 2016년 4월 10일)
- 나나 (2016년 2월 16일 ~ 2016년 4월 10일)
- 공현주 (2016년 2월 16일 ~ 2016년 4월 10일)
- 이채영 (2016년 2월 16일 ~ 2016년 4월 10일)
- 김성은 (2016년 2월 16일 ~ 2016년 4월 10일)
- 다현[6] (2016년 2월 16일 ~ 2016년 4월 10일)
- 김영희 (2016년 2월 16일 ~ 2016년 4월 10일)
- 전효성 (2016년 2월 16일 ~ 2016년 4월 10일)

## 2기 출연자
- 정겨운 (2015년 2월 10일 ~ 2016년 2월 14일)
- 임원희 (2015년 2월 10일 ~ 2016년 2월 14일)
- 돈 스파이크 (2015년 6월 8일 ~ 2016년 2월 14일)
- 딘딘[7][8] (2015년 9월 21일 ~ 2016년 2월 14일)
- 슬리피[9] (2015년 2월 10일 ~ 2016년 2월 14일)
- 이기우 (2015년 9월 21일 ~ 2016년 2월 14일)

### 2기 이전 출연자
김승현, 강인, 영민, 광민은 신병교육대편에만 참가.
- 김승현 (2015년 2월 10일 ~ 2015년 4월 5일)
- 강인 (2015년 2월 10일 ~ 2015년 4월 5일)
- 영민 (2015년 2월 10일 ~ 2015년 4월 5일)
- 광민 (2015년 2월 10일 ~ 2015년 4월 5일)
- 하이탑 (2015년 2월 17일 ~ 2015년 5월 3일) 신병교육대편에 조동혁과 함께 추가 합류하여 25사단 자대편까지 출연.
- 한상진 (2015년 4월 27일 ~ 2015년 5월 17일) 해군SSU편에 줄리엔강과 함께 추가 합류했으나 압력내성훈련중 이상증세로 퇴교.
- 조동혁[10] (2015년 2월 17일 ~ 2015년 6월 7일 ) 신병교육대편에 하이탑과 함께 추가 합류하여 해군SSU 편까지 출연했으나 물 트라우마로 자진포기.
- 샘 킴 (2015년 2월 10일 ~ 2015년 6월 21일) 진짜사나이2 초기멤버로 국방부 유해발굴 감식단편까지 출연.
- 이성종 (2015년 6월 8일 ~ 2015년 7월 26일) 노도부대에 추가 입대를 하였지만 인피니트 컴백으로 인해 퇴교.
- 이규한 (2015년 2월 10일 ~ 2015년 8월 23일) 진짜사나이2 초기 멤버로 해병대편에는 불참.
- 바로 (2015년 7월 20일 ~ 2015년 8월 23일) 제2공병여단편에 출연.
- 이이경 (2015년 9월 21일 ~ 2015년 11월 29일) 해병대 교육훈련단편에 출연했으나 공수훈련 후유증으로 허리통증이 생겨 유급조치.
- 줄리엔 강 (2015년 4월 27일 ~ 2016년 2월 7일) 해군SSU편, 해병대편 출연.
- 김동준 (2015년 9월 21일 ~ 2016년 2월 7일) 해병대편 출연.
- 이성배 (2015년 9월 21일 ~ 2016년 2월 7일) 해병대편 출연.
- 샘 오취리[11] (2015년 2월 10일 ~ 2016년 2월 7일) 진짜사나이2 초기멤버로 해병대편까지 출연.

## 여군특집 3기 출연자
여군특집 3기 멤버는 8월 19일 육군훈련소에 입소하여 기초군사훈련을 받았으며 9월 8일 부사관학교에 입소하여 2차 훈련을 받았다.
훈련, 면접심사를 통과한 멤버 6명은 수도방위사령부 소속 제35특공대대(독거미 부대)에 입대하였다.

### 독거미 부대 입대자
- 유선 (2015년 8월 19일 ~ 2015년 10월 25일)
- 한그루 (2015년 8월 19일 ~ 2015년 10월 25일)
- 한채아 (2015년 8월 19일 ~ 2015년 10월 25일)
- 김현숙 (2015년 8월 19일 ~ 2015년 10월 25일)
- 전미라 (2015년 8월 19일 ~ 2015년 10월 25일)
- 박규리[12] (2015년 8월 19일 ~ 2015년 10월 25일)

### 이전 출연자
제시, 최유진, 사유리는 면접심사에서 탈락했으며 신소율은 체력문제로 면접심사전 자진포기를 선언하였다.
- 제시 (2015년 8월 19일 ~ 2015년 10월 11일)
- 최유진 (2015년 8월 19일 ~ 2015년 10월 11일)
- 사유리 (2015년 8월 19일 ~ 2015년 10월 11일)
- 신소율 (2015년 8월 19일 ~ 2015년 10월 11일)

## 1기 출연자

### 병장만기전역자
- 김수로 (2013년 3월 25일 ~ 2015년 1월 18일 / 2014년 12월 24일 전역)
- 서경석 (2013년 3월 25일 ~ 2015년 1월 18일 / 2014년 12월 24일 전역)
- 샘 해밍턴 (2013년 3월 25일 ~ 2015년 1월 18일 / 2014년 12월 24일 전역)[13]

### 이전 출연자
미르, 류수영, 손진영, 장혁, 박형식, 천정명은 개인 사정 및 스케줄로 중도하차 하였으며 박건형, 케이윌, 헨리는 중도에 들어와 하차한 병사들의 빈자리를 채워줬고 김수로, 서경석, 샘 해밍턴의 전역을 함께 하였으며 그 외 임형준, 김동현, 육성재는 후임으로 신병 특집에 참여한 뒤에 합류하게 되었다.
- 미르 (2013년 3월 25일 ~ 2013년 6월 2일)
- 류수영 (2013년 3월 25일 ~ 2014년 2월 9일)
- 손진영 (2013년 3월 25일 ~ 2014년 2월 9일)
- 장혁 (2013년 6월 9일 ~ 2014년 2월 9일)
- 박형식 (2013년 6월 9일 ~ 2014년 8월 17일)
- 박건형 (2014년 2월 16일 ~ 2015년 1월 18일)
- 케이윌 (2014년 2월 16일 ~ 2015년 1월 18일)
- 헨리 (2014년 2월 16일 ~ 2015년 1월 18일)
- 천정명 (2014년 3월 23일 ~ 2014년 10월 19일)
- 임형준 (2014년 10월 26일 ~ 2015년 1월 18일)
- 김동현 (2014년 10월 26일 ~ 2015년 1월 18일)
- 육성재 (2014년 10월 26일 ~ 2015년 1월 18일)

## 여군특집 1기 출연자
- 라미란 (2014년 8월 24일 ~ 2014년 9월 21일)
- 홍은희  (2014년 8월 24일 ~ 2014년 9월 21일)
- 김소연  (2014년 8월 24일 ~ 2014년 9월 21일)
- 최지나 (2014년 8월 24일 ~ 2014년 9월 21일)
- 맹승지 (2014년 8월 24일 ~ 2014년 9월 21일)
- 이혜리 (2014년 8월 24일 ~ 2014년 9월 21일)
- 박승희 (2014년 8월 24일 ~ 2014년 9월 21일)

## 신병특집 출연자
- 유준상 (2014년 10월 26일 ~ 2014년 11월 9일)
- 문희준 (2014년 10월 26일 ~ 2014년 11월 9일)
- 임형준 (2014년 10월 26일 ~ 2015년 1월 18일)
- 김동현 (2014년 10월 26일 ~ 2015년 1월 18일)
- 육성재 (2014년 10월 26일 ~ 2015년 1월 18일)

## 여군특집 2기 출연자
- 김지영 (2015년 1월 18일 ~ 2015년 3월 8일)
- 강예원 (2015년 1월 18일 ~ 2015년 3월 8일)
- 이지애 (2015년 1월 18일 ~ 2015년 3월 8일)
- 안영미 (2015년 1월 18일 ~ 2015년 3월 8일)
- 이다희 (2015년 1월 18일 ~ 2015년 3월 8일)
- 박하선 (2015년 1월 18일 ~ 2015년 3월 8일)
- 엠버 (2015년 1월 18일 ~ 2015년 3월 8일)
- 윤보미 (2015년 1월 18일 ~ 2015년 3월 8일)